# Ремодернизм
Ремодернизм — направление в современном искусстве, возрождающее аспекты модернизма, особенно в его ранней форме, и противопоставляемое постмодернизму. Сторонники ремодернизма считают его передовым и радикальным, а не реакционным направлением.
Начало ремодернизму положили основатели стакизма Билли Чайлдиш и Чарльз Томсон, в 2000 году выпустившие манифест нового течения. Они объявляли период новой духовности в искусство, культуре и общество, пришедший на смену постмодернизму, который, по их словам, является циничным и духовно обанкротившимся. В 2002 году на ремодернистской художественной выставке в Альбукерке было представлено эссе профессора Калифорнийского университета в Беркли Кевина, который констатировал возрождение художников, работающих без ограничений иронии и цинизма, что привело к возрождению чувства прекрасного.
В 2006 году Городской музей Амстердама и Университет Амстердама провели беседу о ремодернизме с Даниэлем Бирнбаумом и Элисон Гингерас. В предисловии было сказано, что возрождении живописи возможно в виде возвращения к традиционным модернистским ценностям, таким как аутентичность, самовыражение и автономность в противоположность мультимедийной практике. В 2008 году критик лондонской газеты Evening Standard Бен Льюис назвал ремодернистами трёх кандидатов на премию Тёрнера причислил их к движению, возрождающему формализм начала XX века. В своей статье он защищал эстетические ценности, основанные на скромности, щедрости и искренних эмоциях.

## История
О начале периода ремодернизма в 2000 году объявили Чарльз Томсон и Билли Чайлдиш, основатели стакизма. Их манифест Remodernism был опубликован 1 марта 2000 года и призывал к возрождению творческого восприятия, аутентичности и самовыражению, в первую очередь, в живописи. Подзаголовок манифеста гласил «К новой духовности в искусстве». Предпосылкой к манифесту являлось утверждение, что потенциал модернистского восприятия не реализован, его развитие идет в неправильном направлении, и это восприятие необходимо восстановить, переопределить и перестроить. Манифест отстаивал поиск истины, знаний и смысла и бросал вызов формализму.
| |               |
| Билли Чайлдиш | Чарльз Томсон |
| Чайлдиш и Томсон написали манифест ремодернизма в 1999 году, призывая к периоду новой духовности в искусстве, культуре и обществе, которая призвана заменить постмодернизм |               |

В краткое введении манифеста делалось заключение: «Модернизм постепенно сбился с пути, пока, наконец, не рухнул в бездонную яму постмодернистской белиберды». Далее следуют 14 пронумерованных пунктов, поощряющих смелость, индивидуальность, инклюзивность, общение, человечность и долговременность и отрицающих нигилизм, научный материализм и «бездумное разрушение соглашений». Пункт 7 гласит:

Духовность — путь души на земле. Её первый принцип — декларация намерения узнать истину. Истина — то, что она есть, независимо от того, какой мы хотим её видеть. Быть высокодуховным художником значит непоколебимо обращаться с нашими проекциями, хорошими и плохими, привлекательностью и гротескностью, нашими сильными сторонами, а также нашими заблуждениями, с целью познать себя и тем самым наши истинные отношения с другими людьми и нашу связь с божественным.
Оригинальный текст (англ.)Spirituality is the journey of the soul on earth. Its first principle is a declaration of intent to face the truth. Truth is what it is, regardless of what we want it to be. Being a spiritual artist means addressing unflinchingly our projections, good and bad, the attractive and the grotesque, our strengths as well as our delusions, in order to know ourselves and thereby our true relationship with others and our connection to the divine.

В пункте 9 утверждается:

Духовное искусство не связано с религией. Духовность — это стремление человечества понять себя и найти свою символику через ясность и целостность своих художников.
Оригинальный текст (англ.)Spiritual art is not religion. Spirituality is humanity's quest to understand itself and finds its symbology through the clarity and integrity of its artists." Point 12 links its use of the word "God" to enthusiasm—from the Greek root en theos (to be possessed by God).

Пункт 12 связывает использование слова «Бог» с энтузиазмом — от греческого корня en theos («быть одержимым Богом»).
В заключении указывается, что искусство, предлагаемое правящей элитой в качестве эталона, очевидно доказывает серьёзную ошибочность развития идей, а решение лежит в духовном возрождения, потому что «искусству больше некуда идти». Стакизма назван инициатором этого процесса духовного возрождения.

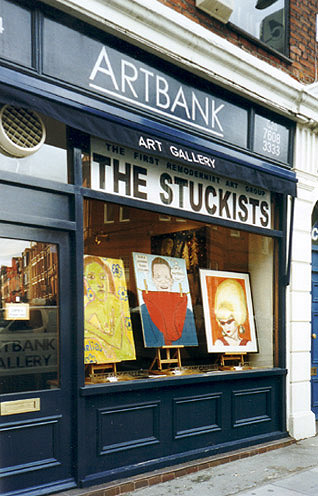
Витрина с рекламой книги The Stuckists: The First Remodernist Art Group («Стакисты: первая ремодернистская художественная группа»; Лондон, март 2001 года)

Чайлдиш и Томсон отправили свой манифест ремодернизма Николасу Сероте, директору галереи Тейт, который ответил: «Вы не удивитесь, узнав, что у меня нет комментариев к вашему письму или к вашему манифесту».
В марте 2000 года стакисты объявили себя первой группой модернистского искусства на показе The Resignation of Sir Nicholas Serota («Отставка сэра Николаса Серота»). В апреле о ремодернизме писала газета The Gulf News (ОАЭ). В мае газета The Observer так писала о показе: «Будучи группой-основателем художественного движения с самоназванием „Ремодернизм“ выступают против умного концептуализма в пользу более эмоциональной и духовной целостности в искусстве через фигуративную живопись».
В июне 2000 года Томсон и Чайлдиш выступили с речью о стакизме и ремодернизме в Салоне искусств в Кенсингтоне при поддержке Института идей. В том же месяце «Студенты за стакизм» провели ремодернистский показ и беседу. Доктор Хатерех Ахмади основал Институт ремодернизма.
В 2001 году Томсон участвовал в выборах в парламент Великобритании, заявив: «Партия стакистов стремится принести идеи стакизма и ремодернизма на политическую арену».

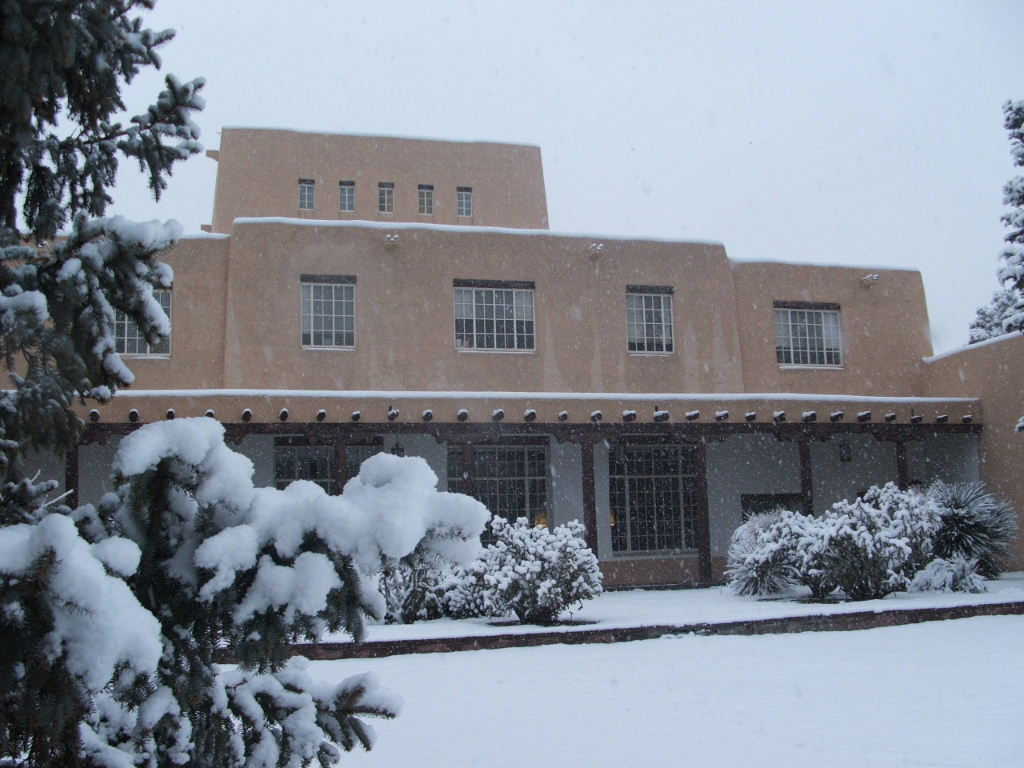
Университет Нью-Мексико : выпускники устроили ремодернисткий показ

В январе 2002 года Magnifico Arts организовала выставку ReMo: ReModernism для аспирантов Университета Нью-Мексико . Во время беседы с художниками Кевин, профессор искусства в Калифорнийском университете в Беркли сказал: «Ремодернизм — это не движение назад, а движение вперед». В эссе, сопровождавшем выставку, писал:

...по-видимому, вновь появляется уверенность в собственном голосе художника — обновление веры в то, что художник может исследовать свою собственную природу без ограничений иронического, циничного или дидактического. Чтобы вновь познакомиться с понятиями присутствия, заново открыть чувство прекрасного и возродить нашу потребность в сокровенном.
Оригинальный текст (англ.)...there seems to be a re-emergence of confidence in the artist's singular voice — a renewal of the belief that an artist can explore their own natures without the restraints of the ironic, the cynical or the didactic. To re-contact the notions of presence, reinvent their sense of beauty and renew our need for intimacy.

По словам куратора выставки Ёсими Хаяси, ремодернизм впитал идеи модернизма, авангардизма и постмодернизма, в итоге синтезировав альтернативное и актуальное отношение к искусству; зная о таких вещах как мультикультурализм, ирония, высокое и идентичное, ремодернизм не превращает из в искусство, а переосмысление осуществляется не столько деконструкцией, сколько соединением идей. В результате ремодернизм имеет ячеистую структуру и основан на частных художественных установках.
В 2003 году Энди Буллок и Ларри Данстан основали независимую группу Stuckist Photographers, заявив об одобрении ремодернизма.
В 2004 году представители художественной группы из Ирландии под названием Defastenists объявили себя ремодернистами. В Луисвилле, штат Кентукки, открылась ремодернистская галерея The Deatrick Gallery. Американские кинорежиссеры и фотографы Джесси Ричардс и Харрис Смит стали соучредителем новой группы ремодернистских фильмов и фотографии с акцентом на эмоциональном значении, для которой характерны элементы нью-вейв, ноу-вейв, экспрессионистского и трансцендентного кинематографа.
Художник-стакист Билл Льюис, давший интервью Би-би-си на биеннале в Ливерпуле в 2004 году, сказал, что ремодернизм был «не направлением как таковым», а возвращением к истокам модернизма с целью движения к искусству новой парадигмы. «Ремодернизация» означает «снова вернуться к корням, начиная с живописи… и посмотреть, что выйдет». По словам Льюиса, что движение назвали реакционным, но оно оказалось радикальным «в полном смысле этого слова». По словам нью-йоркский художник-стакист Терри Маркса, ремодернизм полагает, что вначале модернизм шёл в верном направлении, но отклонился от него в «чистую идею» и что необходимо вернуться к исходной точке, чтобы двинуться в пока ещё не исследованном альтернативном направлении: «заниматься искусством, которое более конкретно и доступно большему количеству людей, и выяснить, к чему это нас приведёт».
В 2004 году Люк Хайтон писал в журнале The Future: «Похоже, ремодернизм останется, нравится нам это или нет». Алекс Капранос из рок-группы Franz Ferdinand объявил 2004 год «хорошим годом для ремодернизма — чтобы иметь возможность предположить, что художники могут иметь души».
В августе 2005 года в галерее клуба CBGB в Нью-Йорке, где зародился панк-рок, прошло арт-шоу аAddressing the Shadow and Making Friends with Wild Dogs: Remodernism (название взято из строки в ремодернистском манифесте). Художник и блогер Марк Валлен в связи с этим отметил, что в месте рождения панка случилась новая революция в мире искусства.

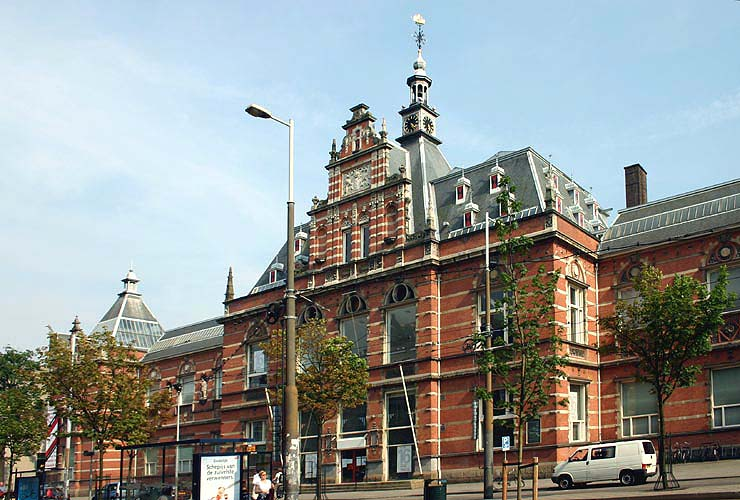
Городской музей Амстердама совместно с Амстердамским университетом в 2006 году организовал беседу о ремодернизме

10 мая 2006 года Городской музей Амстердама и Амстердамский университет провели беседу о ремодернизме с участием Даниэля Бирнбаума, редактора журнала Artforum, и Элисон Гингерас, помощником куратора Музея Гуггенхайма. Итогом беседы стали вопросы, действительно ли всплеск интереса к традиционной живописи означает наступление ремодернизма и какое место в связи с этим займут мультимедийные и междисциплинарные практики.
В августе 2006 года Клэй Мартин основал онлайн-группу The Remodernists of Deviantart. Группа состоит из художников — пользователей сайта deviantart.com.
В 2006 году художник Мэтт Брей сказал: «Я не хочу, чтобы меня считали стакистом, так как некоторые не все древности необходимы. Однако они — первая и самая известная группа ремодернизма, и за это, а также за привлечения моего внимания к манифесту я их благодарю». В мае 2007 года Мэтт Брей вместе с панк-певцом Адамом Бреем создал в Фолкстоне, Англия, ремодернистскую группу Mad Monk Collective.
В январе 2008 года критик Evening Standard" Бен Льюис заявил, что в этом году будет «изобретено новое слово для описания возрождения модернизма: ремодернизм». Чуть позже он применил термин к номинантам Премии Тёрнера Марку Леки, Руне Ислам и Гошке Макуге, объявив их «частью целого движения, возрождающего формализм начала XX века». Он похвалил Макугу за «сердечную, скромную и щедрую душевную эстетику», в которой, по его словам, сегодня имеется большая нужда. В апреле 2009 года Льюис рассказал о Каталине Никулеску, румынской художнице, использующей «ностальгическую» 16-миллиметровую плёнку, в качестве одной из значительных тенденций в искусстве, идолизирующем осколки модернизма, и назвал это «ремодернизмом».
27 августа 2008 года Джесси Ричардс опубликовал Remodernist Film Manifesto, призывающий к «новой духовности в кино», использованию интуиции в кинопроизводстве, а также описывающий ремодернистский фильм как «урезанный, минимальный, лирический, панковский вид кинопроизводства». Манифест критиковал Стенли Кубрика и других режиссеров, которые используют цифровое видео, и «Догму 95». В пункте 4 утверждается:

Японские идеи ваби-саби (красота несовершенства) и моно но аварэ (печальное очарование вещей) обладают способностью показать суть существования и должны всегда приниматься во внимание при создании ремодернистского фильма.
Оригинальный текст (англ.)The Japanese ideas of wabi-sabi (the beauty of imperfection) and mono no aware (the awareness of the transience of things and the bittersweet feelings that accompany their passing), have the ability to show the truth of existence, and should always be considered when making the remodernist film.

В 2009 году Ник Кристос и другие студенты из Флоридского Атлантического университета основали группу Miami Stuckists. По словам Кристоса, стакизм является возрождением модернизма, «это — ремодернизм».